# Отего (селище, Нью-Йорк)
Отего (англ. Otego) — селище (англ. village) в США, в окрузі Отсего штату Нью-Йорк. Населення — 875 осіб (2020).

## Географія
Отего розташоване за координатами 42°23′34″ пн. ш. 75°10′48″ зх. д. / 42.39278° пн. ш. 75.18000° зх. д. (42.392799, -75.180071).  За даними Бюро перепису населення США в 2010 році селище мало площу 3,00 км², уся площа — суходіл.

## Демографія
Згідно з переписом 2010 року, у селищі мешкало 1010 осіб у 417 домогосподарствах у складі 281 родини. Густота населення становила 336 осіб/км².  Було 474 помешкання (158/км²).
Расовий склад населення:
| - 93,5 % — білих - 1,6 % — чорних або афроамериканців - 1,3 % — азіатів - 0,1 % — вихідців з тихоокеанських островів - 0,1 % — корінних американців |

До двох чи більше рас належало 2,8 %. Частка іспаномовних становила 2,6 % від усіх жителів.
За віковим діапазоном населення розподілялося таким чином: 23,4 % — особи молодші 18 років, 61,5 % — особи у віці 18—64 років, 15,1 % — особи у віці 65 років та старші. Медіана віку мешканця становила 41,9 року. На 100 осіб жіночої статі у селищі припадало 90,2 чоловіків;  на 100 жінок у віці від 18 років та старших — 85,2 чоловіків також старших 18 років.
Середній дохід на одне домашнє господарство  становив 65 282 долари США (медіана — 55 202), а середній дохід на одну сім'ю — 77 115 доларів (медіана — 59 191). Медіана доходів становила 55 156 доларів для чоловіків та 32 656 доларів для жінок. За межею бідності перебувало 9,8 % осіб, у тому числі 0,0 % дітей у віці до 18 років та 14,9 % осіб у віці 65 років та старших.
Цивільне працевлаштоване населення становило 536 осіб. Основні галузі зайнятості: освіта, охорона здоров'я та соціальна допомога — 37,3 %, роздрібна торгівля — 11,8 %, науковці, спеціалісти, менеджери — 11,2 %.